# 董洁
董洁（1980年4月19日—）出生于辽宁省大连市，身高158公分，毕业于北京解放军艺术学院舞蹈系，中国共产党党员，曾是广州军区战士歌舞团演员，中尉军衔，后被张艺谋相中，成为《幸福时光》的女主角，是巩俐、章子怡之后第三代谋女郎。

## 出道机缘
1990年由战士歌舞团在大连特招入伍，後送入北京的解放军艺术学院了五年舞蹈。毕业後於1995年底14岁时正式到战士歌舞团做舞蹈演员。第一次亮相春晚是在1995年潘长江的小品《过河》中做伴舞。 后曾在1996年春节晚会的《丰收夜》舞蹈节目中以15岁之龄担任女主角。在1996年春晚小品《打工奇遇》中扮演宫女，她不但配合赵丽蓉一起甩着手绢出场，还在最后举了“货真价实”四块牌子中的最后一块。在战士歌舞团的舞蹈节目中也经常担当领舞。2000年在中央电视台的春节晚会上担任谢霆锋演唱歌曲《今生共相伴》演出中的女主角新娘，董洁逐渐受到多方关注，不少电视台纷纷邀请她做表演嘉宾。还有剧组邀她出演电视剧，但她对《幸福时光》情有独锺。
2000年7月初，战士歌舞团放暑假。董洁刚参加完驻港部队三周年的庆典。回到大连後参加《幸福时光》选聘女主角的最後一轮试戏活动。在最後三名候选者中脱颖而出，成为此次五万名参聘者中「幸福到最後」的女孩。董洁凭藉在《幸福时光》清新明朗的表演获得了2001年《华表奖》电影新人奖。当年备受瞩目的「幸福女孩」 ，如今展现在众人面前的董洁无论是演技或是外形都日趋成熟。

## 个人生活
2005年，因拍摄电视剧《红衣坊》与潘粤明结识，2008年1月董洁在香港为《龙虎门》补戏时，潘粤明前往香港探班，便确定下恋爱关系。9月22日，潘粤明在接受媒体采访时，明确承认已经与董洁结婚。2009年2月初，儿子出生。
2012年10月20日，董洁工作室发表了公开声明，承认已与潘粤明离婚，并称分手责任在男方。10月21日，潘粵明則發出律師函，對董潔工作室發出的聲明進行逐條反駁。
2013年3月11日，有媒体曝出董洁与王大治于該年2月1日在海南密会的照片。随后遭到王大治否认，称自己并不在海南。
2014年5月8日，北京市朝阳区人民法院对此名誉权纠纷案进行一审宣判，被告任佳莺和上海申江服务导报社有限公司被判构成对潘粤明的侮辱诽谤，并应在媒体上向潘粤明公开致歉。
一审宣判潘粤明胜诉后，两被告分别提出上诉。2014年11月27日，北京市第三中级人民法院终审判决维持原判，任佳莺、《申江服务导报》对潘粤明造成名誉权侵害，在判决下达7日内须向潘粤明公开道歉。不过截至12月14日，被告并未对判决结果作出反应，该判决还未执行。

## 影视作品

### 电影
| 首映年份 | 剧名               | 角色                 | 备注     |
| 2000年   | 幸福时光           | 吴颖                 |          |
| 2001年   | 天上的恋人         | 蔡玉珍               |          |
| 2003年   | 最后的爱，最初的爱 | 方琳                 |          |
| 2003年   | 地下铁             | 董玲                 |          |
| 2004年   | 2046               | 王洁雯               |          |
| 2006年   | 龙虎门             | 马小灵               |          |
| 2006年   | 唐布拉之恋         | 林晓                 |          |
| 2007年   | 蓝莓之夜           | 伊莉莎白             | 電影配音 |
| 2008年   | 海之梦             | 沈洁                 |          |
| 2008年   | 愚公移山           | 年青时候李双良的妻子 |          |
| 2010年   | 长江七号爱地球     | 袁老师               | 電影配音 |
| 2011年   | 建党伟业           | 宋庆龄               |          |
| 2011年   | 秋之白华           | 杨之华               |          |
| 2016年   | 爸爸的3次婚礼      | 钱小琼               |          |
| 2021年   | 刺杀小说家         | 关宁妻               | 客串     |
| 待播     | 敦煌英雄           |                      |          |

### 电视剧／网络剧
| 首播年份 | 剧名            | 角色                  | 备注               |
| 2001年   | 白领公寓        | 任飞儿                |                    |
| 2002年   | 三重门/青春演绎 | Susan                 |                    |
| 2002年   | 金粉世家        | 冷清秋                |                    |
| 2002年   | 飞刀，又见飞刀  | 方可可                |                    |
| 2004年   | 天若有情        | 展颜                  |                    |
| 2004年   | 早春二月        | 陶岚                  |                    |
| 2005年   | 红衣坊          | 川上洋子              |                    |
| 2005年   | 天若有情II      | 展颜                  |                    |
| 2007年   | 梁山伯與祝英台  | 祝英台                |                    |
| 2007年   | 新還君明珠      | 金明珠                |                    |
| 2007年   | 精武陈真        | 方志欣                |                    |
| 2010年   | 你是我的兄弟    | 花蕾蕾                |                    |
| 2010年   | 请你原谅我      | 梅果                  |                    |
| 2011年   | 新萍踪侠影      | 云蕾                  |                    |
| 2012年   | 倾城雪          | 江嘉沅                |                    |
| 2014年   | 相爱十年        | 韩灵                  |                    |
| 2015年   | 虎妈猫爸        | 唐琳                  | 特別演出           |
| 2017年   | 南京爱情        | 林语慧                |                    |
| 2017年   | 白鹿原          | 章子君                |                    |
| 2018年   | 潜龙在渊        | 唐瑛                  |                    |
| 2018年   | 如懿傳          | 富察·琅嬅             |                    |
| 2018年   | 幸福一家人      | 房天心                |                    |
| 2019年   | 澳门人家        | 梁舒                  |                    |
| 2020年   | 在一起          | 孟洁                  | 單元《我叫大連》   |
| 2021年   | 功勋            | 鄧哲                  | 單元《袁隆平的梦》 |
| 2021年   | 您好！母亲大人  | 丁碧云                |                    |
| 2021年   | 雪中悍刀行      | 吴素                  |                    |
| 2022年   | 加油！妈妈      | 何晓涵                |                    |
| 2022年   | 安娜的爱人      | 鄭惠珠                | 2016拍攝           |
| 2022年   | 我们这十年      | 謝薇薇                | 單元《坚持》       |
| 2023年   | 回响            | 贝贞                  | 网络剧，客串       |
| 2023年   | 薄冰            | 顾曼丽                | 客串               |
| 2023年   | 不完美受害人    | 李怡                  | 网络剧             |
| 2024年   | 與鳳行          | 云娘                  |                    |
| 2024年   | 群星闪耀时      | 季梦秋(季太太)/陶蘭心 |                    |
| 2024年   | 半熟男女        | 曾诚                  | 网络剧             |
| 2024年   | 花开如梦        | 娴(青年)/芝(青年)     | 2015年拍攝         |
| 2025年   | 国色芳华        | 冯小姨                |                    |
| 2025年   | 致1999年的自己  | 关爱萍                |                    |
| 2025年   | 六姊妹          | 张秋芳                | 客串               |
| 2025年   | 锦绣芳华        | 冯小姨                |                    |
| 2025年   | 樱桃琥珀        | 赵盛娟                |                    |
| 待播     | 造芯者          |                       |                    |
| 待播     | 隐身的名字      |                       | 网络剧             |
| 待播     | 城墙之上        | 单洁英                |                    |
| 待播     | 迷径之上        |                       | 网络剧             |

### 演唱
- 《我们的生活充满阳光》 &任泉
- 2009年 央视中秋晚会 《亲密爱人》
- 2011年2月2日 东方卫视春晚 《夫妻相》
- 2011年3月8日 参与演唱慈善歌曲《孩子》
- 2011年4月 电影《秋之白华》主题歌 《携手》
- 2011年11月 参与演唱2012电影频道《首映》新年慈善晚会主题曲《因为爱 相信爱》
- 2011年12月31日	2012年央视跨年晚会最新单曲 《我爱的我》

### 春节联欢晚会
- 1995年 潘长江小品《过河》伴舞
- 1996年 《丰收夜》舞蹈节目 女主角
- 1996年 赵丽蓉小品《打工奇遇》 扮演宫女
- 2000年 谢霆锋演唱歌曲《今生共相伴》 扮演女主角新娘
- 2010年 董洁携子与韩庚等人在第一个节目开场[哪個／哪些？]亮相演唱《回家过年》

### 电视节目
- 2021年《乘风破浪的姐姐（第二季）》

## 获奖经历
- 2001年：“华表奖”电影新人奖
- 2001年：江苏省首届大学生电影节最佳新人奖
- 2002年：西班牙巴利亚多德电影周最佳女主角
- 2003年：Channel Young莱卡风尚突破艺人(大陆)
- 2003年：Channel Young莱卡德国大众新甲壳虫风尚星光大道奖
- 2003年：第三届中国电视艺术“双十佳”十佳演员
- 2006年：中国2006第二届百合小姐
- 2008年：第十一届上海国际电影节环保明星奖
- 2010年：《精品生活》“最具风格艺人”奖
- 2010年：中国影响2009年度影视红人
- 2010年：BQ红人榜 年度风尚甜蜜情侣
- 2010年：志愿先锋奖
- 2010年：华鼎老百姓最喜爱的十佳电影明星
- 2011年：“优酷影视指数盛典”开年最受欢迎女演员奖
- 2011年：红秀GRAZIA 风尚影响力大奖
- 2011年：BQ红人榜 年度风尚艺人
- 2015年：2015国剧盛典 观众最喜爱女配角
- 2015年：网易跨界盛典“年度最具文艺魅力物”
- 2017年：《今日头条》年度盛典年度实力演员
- 2018年：《2018国剧盛典》年度号召力女演员